# 亞當·阿姆斯特朗
亞當·阿姆斯特朗（英語：Adam Armstrong，1997年2月10日—）是英國的一位足球運動員，在場上司職前鋒。現效力於英格蘭足球冠軍聯賽球隊修咸頓。

## 生平
他從小就是一位纽卡斯尔联球迷。2014年1月28日，他在纽卡斯尔联對诺里奇城的英超賽事中首次被排入大名單，這是他首次被排入英超賽事的大名單。在2014年3月15日纽卡斯尔联戰勝富勒姆的英超比賽中，阿姆斯特朗在86分鐘替補出場，這是他首次參加英超賽事。這也使得他成為纽卡斯尔联隊史上第二年輕的參加英超賽事的球員。阿姆斯特朗也是英格蘭U16和U17國家隊的隊員。

## 榮譽
- 英格蘭足球冠軍聯賽附加賽冠軍 : 2024[8]

## 外部連結
- Newcastle United F.C. player profile（页面存档备份，存于）
- Soccerway資料庫：亞當·阿姆斯特朗
- 足球数据库：Adam Armstrong的球员统计数据
- Adam Armstrong profile （页面存档备份，存于） at The Football Association